# Kvecali
Kvecali (hrvatski kecali, lat.
Pharomachrus) su rod ptica iz porodice trogona (Trogonidae) koje žive u tropskim područjima Amerike.
Ime kvecal prvobitno se odnosilo samo na najpoznatiju vrstu iz ovog roda, dugorepog kvecala (Pharomachrus mocinno), lijepe ptice s dugim (i ponekad do 100 cm) pokrovnim perima na repu. Ta ptica živi u Srednjoj Americi i nacionalni je simbol Gvatemale. Još uvijek se to ime odnosi prije svega na vrstu dugorepog kvecala, no često se koristi i za sve vrste roda Pharomachrus i roda Euptilotis. U nastavku su sve vrste oba roda koje se nazivaju kvecalima:
- Pharomachrus antisianus
- Pharomachrus auriceps
- Pharomachrus fulgidus
- Pharomachrus mocinno
- Pharomachrus pavoninus
- Euptilotis neoxenus

Euptilotis neoxenus je srodan rodu Pharomachrus. Neki stručnjaci, kao American Ornithologists' Union ga nazivaju kvecalom, a drugi trogonom.

## Etimologija imena
Ime "kvecal" potiče iz jezika Nahuatl, quetzalli, što znači "duga brilijantna repna pera" (American Heritage Dictionary) ili "repni pokrov kvecala" (Merriam-Webster Collegiate Dictionary) od korijena jezika Nahuatl quetz što bi u ovom slučaju značilo "ustati, stajati, biti uspravan", a odnosi se na "nakostiješeno" perje.
Pharomachrus je od starogrčkog pharos = "kaput", i makros = "dugačak, dug" a odnosi se na pokrovna pera krila i repa dugorepog kvecala.

## Vanjske poveznice
- Mangoverde.com  Arhivirana inačica izvorne stranice od 25. rujna 2007. (Wayback Machine) For images of four quetzal species, select "Trogons".
- Trogon videos, including quetzals, on the Internet Bird Collection

### Ostali projekti
|  | Wikivrste imaju podatke o taksonu Pharomachrus |